# Erdővédelem
Az erdővédelem küzdelem az erdő termőképességére (fahozamra) káros vagy veszélyes tényezők ellen. A korszerű erdővédelem az erdőből mint életközösségből indul ki, és valamennyi tényező hatását és kapcsolatát figyelembe veszi. Fő alapelve az elegyes (helyes összetételű), egészséges, ellenálló erdők nevelése (erdőhigiénia). Ehhez csatlakozik az erdőt károsító igen sokféle betegség és kártevő leküzdésére irányuló tevékenység.

## Az erdei fák fontosabb betegségei
A lombos fák fontosabb betegségei a csemetekertekben és erdősítésekben pusztít a csemetedőlés, a csemeterothadás és egyes gyökérfojtó penészek kártevése. Faállományokban az álgesztesedés eredetű korhadás és revesedés okoz kárt. Ezeket mind magasabb rendű gombák idézik elő. A lombosfák kórokozói közül kiemelkedik a tölgy lisztharmat, a tölgy és bükk rákosodása, a tapló és farontó gombák sokféle kártétele.
A tűlevelű fák fontosabb betegségei a járványos fenyőtűhullás, hólyagrozsda, az eredeti fenyő héjrákja, a gyökérölő tapló , a törzstapló, a gyűrűs tölcsérgomba okozta korhadások, a jegenyefenyő- rák és a vörösfenyő-rák.

## Az erdőségek kártevői
Hazai erdőségeinkben a korhasztó gombák tömeges károkat okoznak. Elsősorban ellenük kell védekezni. A kártevők közül erdősítésekben, csemetekertekben általában a cserebogarak pajorjai, a pattanóbogarak drótférgei, a lótetű, a nagy és kis fenyőormányos és a csillámló ormányos tesznek kárt. Erdőállományokban a díszbogarak, a cincérfélék, szúfélék, pajzstetvek, fadarazsak és a kéregpoloskák károsítanak.
A lombosfák kártevői közül a sávos tölgyfadíszbogár, cincérek, szúvak, a tölgyilonca, araszoló hernyók, gyapjas lepke, a gyűrűs lepke, a búcsújáró és a galagonyalepke főleg tölgyállományokban pusztítanak, míg a bükkfa gyapjaslepke és a szúvak a bükkösök a nyárfadíszbogár, nyárfacincér, fűzfaormányos, a faragó lepkék, a kőrisbogár a fűzfaszövőlepke, az aknázó és sodrómolyok egyéb lombosfák állományaiban okoznak kárt.
A tűlevelűek legfontosabb hazai kártevői a fehérfoltos fenyőbogár, a fenyőháncs szúszövő és fésűs darazsak, fenyőilonca, erdeifenyő araszoló lepke, bagolylepkék, lucfenyő-levéldarázs, apácalepke, hajtásmolyok stb.

## Az erdővédelem helyzete Magyarországon
Korszerű erdőműveléssel és ápolással, repülőgépes permetezéssel vagy porozással lehet védekezni ellenük.
Hazánkban 1956 óta működik erdővédelmi szolgálat, egyelőre Budapesten Egerben és Sopronban. Ezek a laboratóriummal és védekező anyagokkal felszerelt kutatóállomások a fontosabb hazai kártevőkkel foglalkoznak, és a védekezésben segítik az erdőgazdaságokat.